# Norman Thagard
Norman Earl Thagard  (* 3. července 1943 v Marianně na Floridě, USA) je americký lékař a kosmonaut.

## Život

### Mládí a výcvik
Po základní a střední škole vystudoval v roce 1966 Floridskou státní univerzitu (Florida State University). Pak nastoupil do armády jako letec k válečnému námořnictvu. V roce 1977 obhájil na texaské univerzitě (University of Texas Southwestern Medical School) doktorát medicíny. Do týmu kosmonautů NASA byl vybrán roku 1978 jako astronaut – specialista. V té době již byl ženatý a měl dvě děti..

### Lety do vesmíru
Při svém prvním letu na palubě Challengeru (mise STS-7) byl v posádce ve složení Robert Crippen, Frederick Hauck, John Fabian, lékař Norman Thagard a jedna žena Sally Rideová. Odstartovali z kosmodromu na mysu Canaveral. Během letu vypustili dvě družice a jednu zas později několikrát cvičně zachytili a nakonec se s ní vrátili k Zemi, na základnu Edwards.
O dva roky později byl v posádce sedmého letu raketoplánu Challenger, mise STS-51-B. Hlavním a splněným úkolem byla aktivace evropské laboratoře Spacelab. Posádku Challengeru tvořili velitel plk. Robert Overmyer, dále pak plk. Frederick Gregory, dr. William Thornton , dr. Norman Thagard, dr. Don Lind, dr. Lodewijk van den Berg a dr. Taylor Wang. Na palubě měli sebou také několik zvířat. Start i cíl byly shodné s předchozím letem.
Po čtyřech letech absolvoval misi STS-30 na palubě raketoplánu Atlantis. Pětičlenná osádka ve složeni David Walker, Ronald Grabe, Mark Lee, Norman Thagard a Mary Cleaveová. Hlavním úkolem (splněným) bylo vyslat sondu Magellan, určenou k radiolokačnímu mapování povrchu Venuše. I v tomto případě odstartoval raketoplán z Floridy a přistál v Kalifornii na Edwards.
V roce 1992 letěl počtvrté na palubě Discovery k osmidenní misi STS-42-D. Osádku raketoplánu tvořili Ronald Grabe, Stephen Oswald, lékař Norman Thagard - ten byl současně jmenován „velitelem pro užitečné zatížení“, William Readdy, David Hilmers, Kanaďanka dr. Roberta Bondarová a Němec dr. Ulf Merbold. Během letu pracovali na evropské laboratoři Spacelab. Start i přistání byly na obvyklých místech.
Ve svých 51 letech se dostal do vesmíru popáté, tentokrát na palubě ruské kosmické lodi Sojuz TM-21. Na jeho palubě byla trojice kosmonautů Vladimir Děžurov, Gennadij Strekalov (oba budoucí členové 18. základní posádky orbitální stanice Mir) a dr. Thagard. Odstartovali z kosmodromu Bajkonur a Thagard byl prvním Američanem, který odtud startoval. A na palubě Miru překonal další rekord, byl to americký rekord v délce letu z roku 1974. Na Miru přistálo několik lodí, pět dní zde pracovalo naráz rekordních 10 osob. Na palubě raketoplánu Atlantis STS-71 se dr. Thagard po 115denním pobytu ve vesmíru vrátil na základnu Edwards.
Během svých pěti letů strávil na oběžné dráze 140 dní. Je zapsán jako 122. kosmonaut Země.
- STS-7 Challenger (18. června 1983 – 24. června 1983)
- STS-51-B Challenger (29. dubna 1985 – 6. května 1985)
- STS-30 Atlantis (4. května 1989 – 8. května 1989)
- STS-42 Discovery (22. ledna 1992 – 30. ledna 1992)
- Sojuz TM-21 – Mir 18 – Atlantis STS-71 (14. března 1995– 7. července 1995)

### Po letech
Půl roku po svém návratu z pátého letu z NASA odešel.